# Suresnes
Suresnes is een gemeente in het Franse departement Hauts-de-Seine (regio Île-de-France) ten westen van Parijs. De gemeente telde 48.932 inwoners op 1 januari 2022. De plaats maakt deel uit van het arrondissement Nanterre.

## Geografie
De oppervlakte van Suresnes bedroeg op 1 januari 2022 3,79 vierkante kilometer; de bevolkingsdichtheid was toen 12.910,8 inwoners per km².
De onderstaande kaart toont de ligging van Suresnes met de belangrijkste infrastructuur en aangrenzende gemeenten.

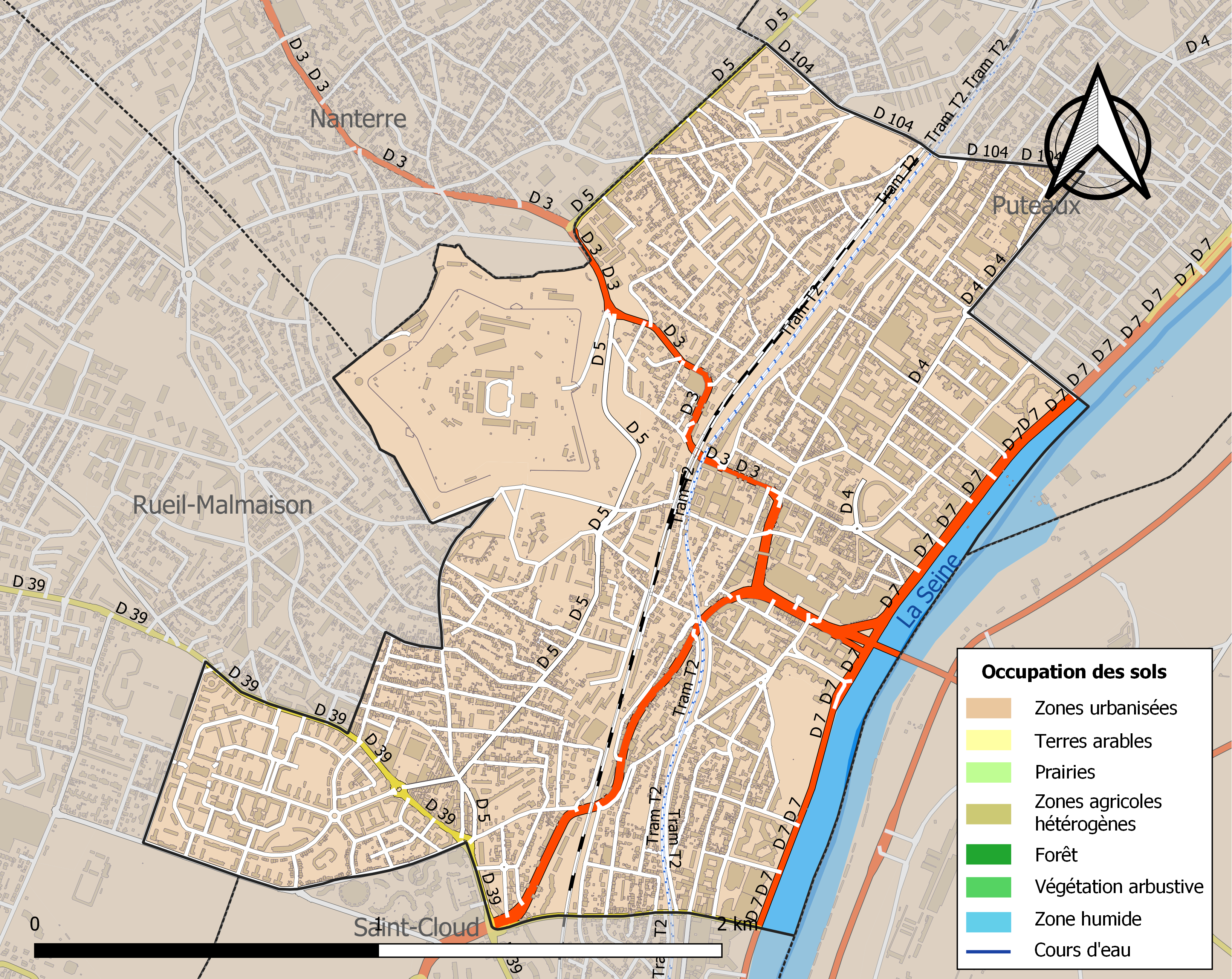

## Demografie
Onderstaande figuur toont het verloop van het inwonertal (bron: INSEE-tellingen).

## Geboren in Suresnes
- Hervé This (1955), fysisch chemicus
- Catherine Ringer (1957), zangeres (Les Rita Mitsouko)
- Leos Carax (1960), filmregisseur
- Nicolas Brouwet (1962), bisschop van Lourdes en Tarbes
- Éric Elmosnino (1964), acteur en muzikant
- Jörg Kalt (1967-2007), Oostenrijks filmregisseur, journalist en scriptschrijver
- Dominique Arribagé (1971), voetballer
- Michaël Benayoun (1973), radio-dj, tv-presentator, acteur en komiek
- Olivier Nakache (1973), filmregisseur, scenarist, dialoogschrijver en acteur
- Habib Beye (1977), voetballer
- Bruno Cheyrou (1978), voetballer
- Fabrice Abriel (1979), voetballer
- Josselin Ouanna (1986), tennisser
- Arnaud Kalimuendo (2002), voetballer

## Overleden
- María Montez (1912-1951), zangeres
- Jules Rimet (1873-1956), advocaat en voetbalvoorzitter
- Zog I van Albanië (1895-1961), koning van Albanië
- Charles Blavette (1902-1967), acteur
- Jacques Rispal (1923-1986), acteur
- Shapour Bakhtiar (1915-1991), Iraans politicus
- Jean Poiret (1926-1992), acteur, auteur, regisseur en scenarioschrijver
- Gilles Grangier (1911-1995), filmregisseur
- Simon de La Brosse (1967-1998), acteur
- Pierre Bachelet (1944-2005), singer-songwriter
- Grégory Lemarchal (1983-2007), zanger
- Pierre Bellemare (1929-2018), schrijver, producent, radio- en televisie-animator, verteller en zanger
- Pierre Pincemaille (1956-2018), organist

## Jumelage
Suresnes heeft een jumelage met:
- Hann. Münden, sinds 1970
- Holon
- Hackney
- Kragujevac
- Villach
- Colmenar

## Ziekenhuis
- Hôpital Foch

## Afbeeldingen

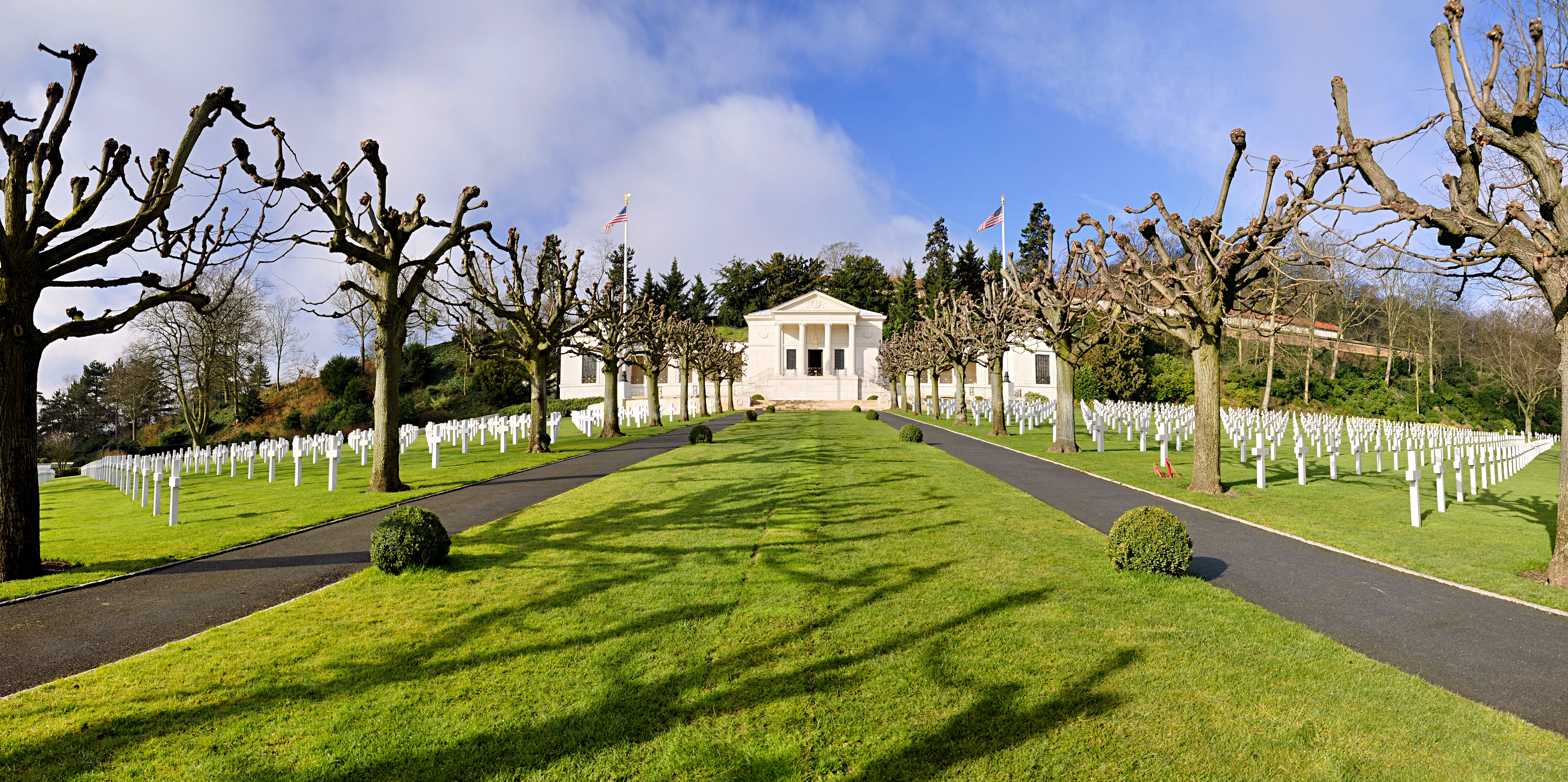
Amerikaans oorlogskerkhof
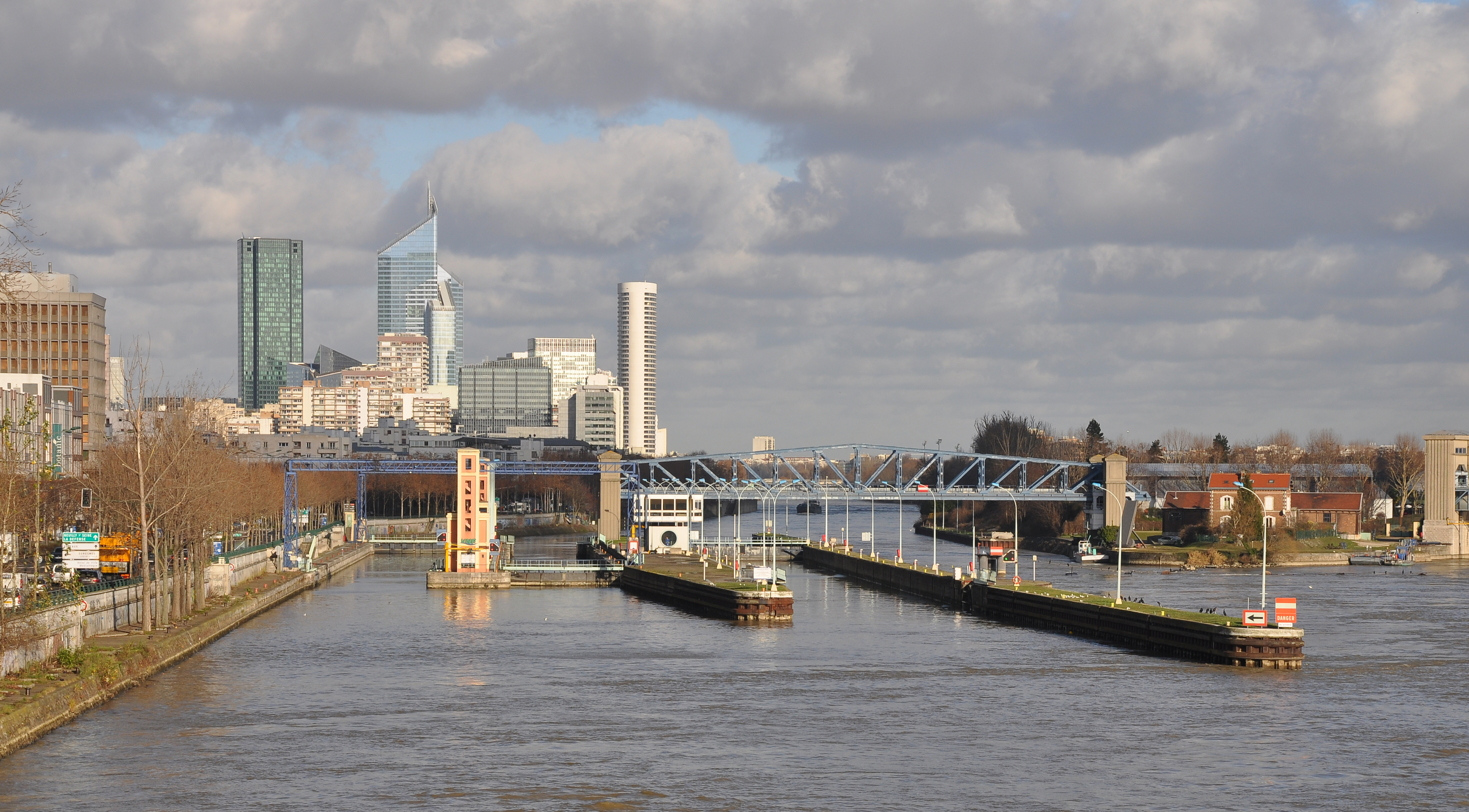
Sluizencomplex; op de achtergrond La Défense
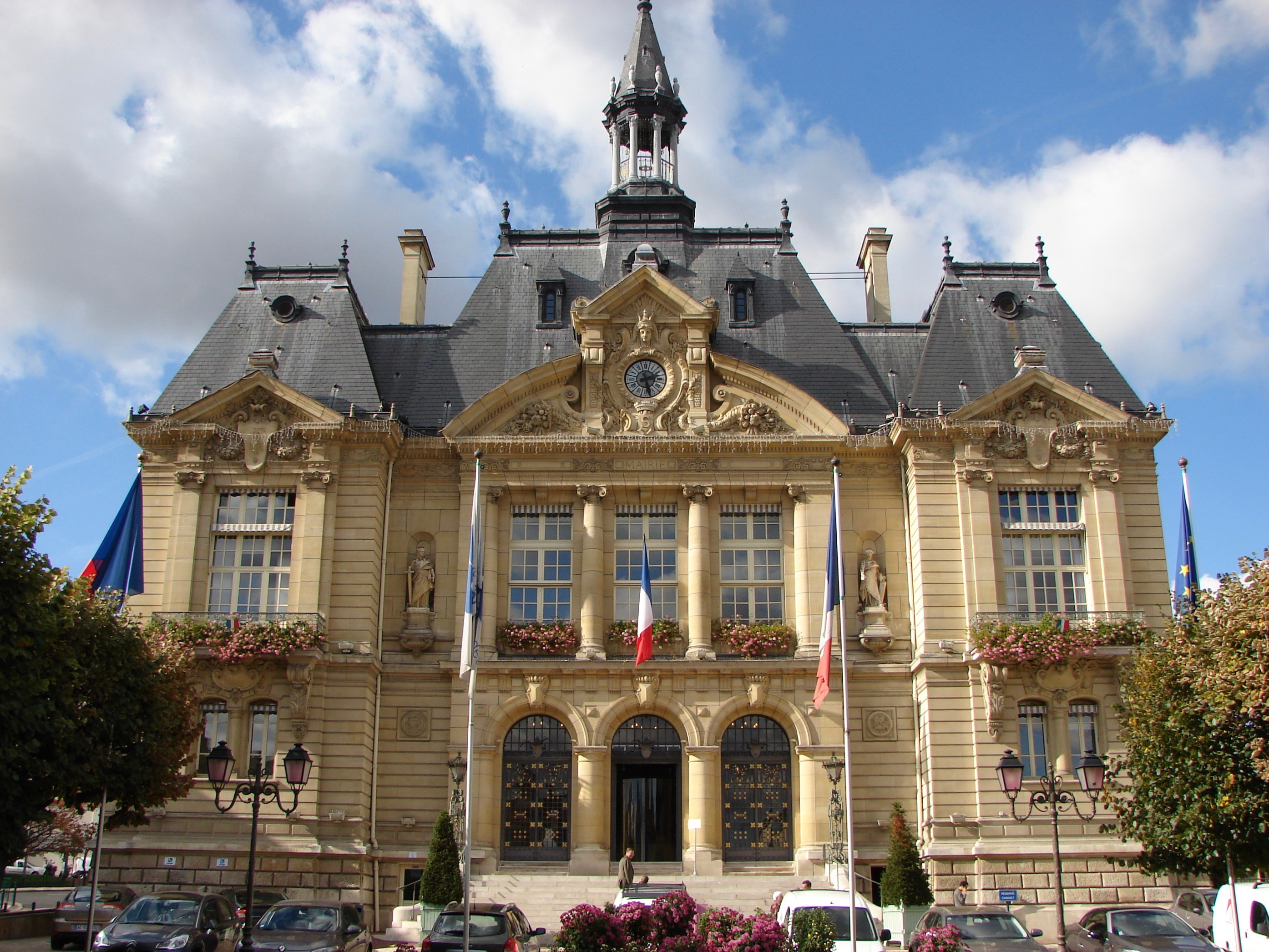
Gemeentehuis
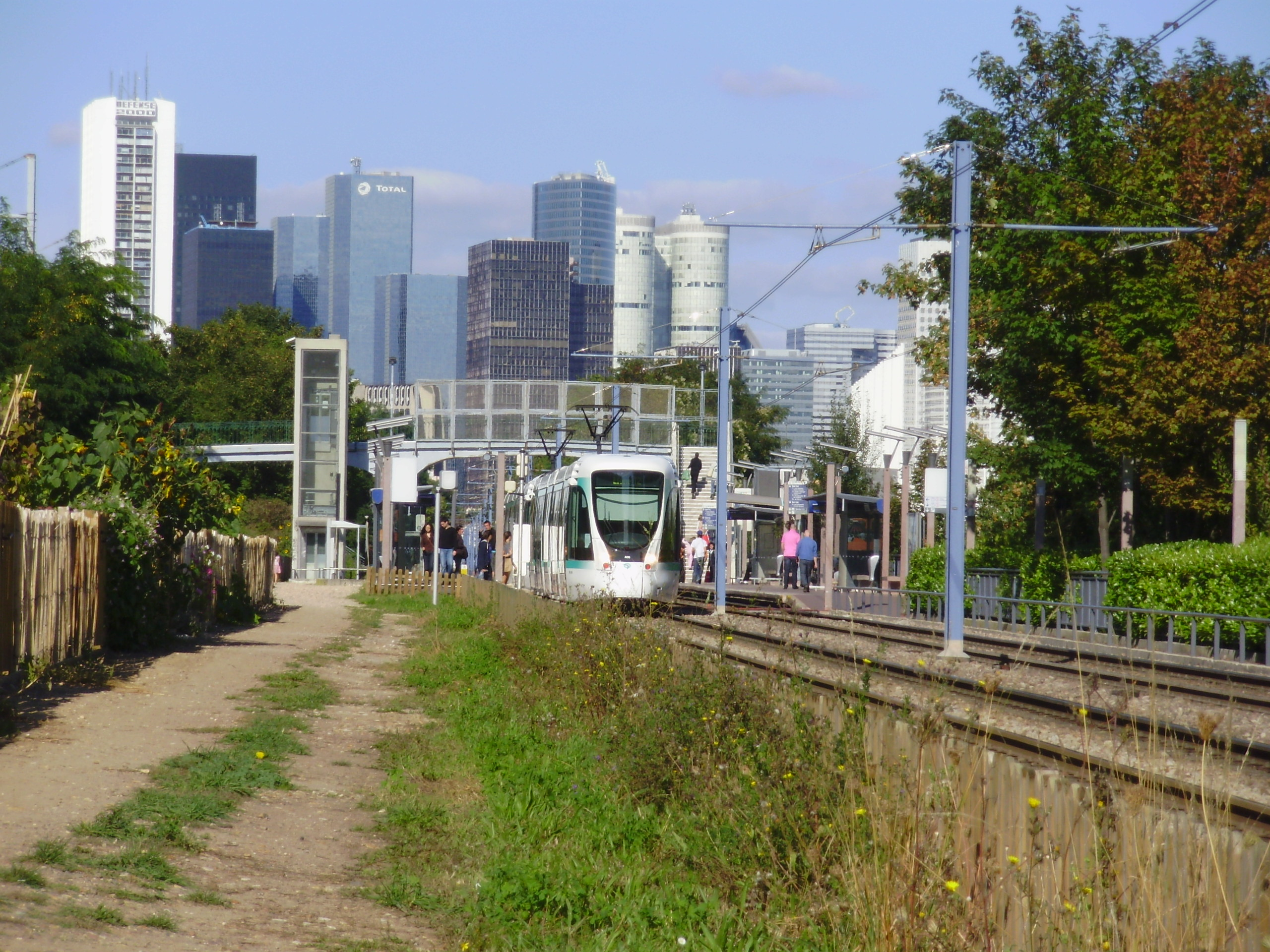
Tram op lijn T2